# Фам Туан
Фам Туа́н (в'єт. Phạm Tuân; 14 лютого 1947, В'єтнам) — льотчик, перший в'єтнамський космонавт, космонавт-дослідник корабля «Союз-37», Герой Збройних Сил, підполковник.

## Біографія
Фам Туан народився 14 лютого 1947 року в селі Куктуанг провінції Тхай Бінь. Після закінчення авіаційного училища в Радянському Союзі служив у винищувальній авіації В'єтнамської Народної Армії. З 1968 року Фам Туан — член Комуністичної партії В'єтнаму. Як військовий льотчик воював проти американських військ у В'єтнамській війніі. В грудні 1972 року під час відбиття нальоту на Ханой в повітряному бою збив американський стратегічний бомбардувальник B-52. Це був перший літак такого типу, збитий в'єтнамським льотчиком в небі В'єтнаму. 1977 року Фам Туан почав навчання у Військово-Повітряній Академії імені Ю. О. Гагаріна.

## Хронологія польоту
Скорочення в таблиці: ЕО — основний екіпаж; ЕП — екіпаж відвідин; ПСП — передній стикувальний порт; ЗСП — задній стикувальний порт
Позначення на схемах: S6 — орбітальна станція «Салют-6»; F — корабель типу «Союз».
| Дата     | Час (UTC) | Подія | Схема                   |
| -------- | --------- | --- | ----------------------- |
| 1980 рік |           | |                         |
| 23 липня | 18:33:03  | З космодрому Байконур ракетою-носієм Союз-У (11А511У) запущено космічний корабель Союз-37 з ЕП-7 (Горбатко/Туан)                                           | Салют-6+Союз-36         |
| 24 липня | 20:02     | Стикування КК Союз-37 з ЕП-7 до ЗСП комплексу Салют-6 — Союз-36 Екіпаж станції після стикування: Попов/Рюмін/Горбатко/Туан (ЕО-4 і ЕП-7)                   | Союз-37+Салют-6+Союз-36 |
| 31 липня | 11:55     | Відстикування космічного корабля Союз-36 з ЕП-7 (Горбатко/Туан) від ПСП комплексу Салют-6 — Союз-37 Екіпаж станції після відстикування: ЕО-4 (Попов/Рюмін) | Союз-37+Салют-6         |
| 31 липня | 14:30?    | Гальмівний імпульс космічного корабля Союз-36 | Союз-37+Салют-6         |
| 31 липня | 15:15:02  | Посадка космічного корабля Союз-36 | Союз-37+Салют-6         |